# Менелай
Менела́й (др.-греч. Μενέλᾱος, дор. Μενέλᾱς, ион.-атт. Μενέλεως) — легендарный герой гомеровского эпоса «Илиада», муж Елены. Назван светловласым (IV, 183).
Менелай был сыном Атрея (по версии, Плисфена) и Аэропы, младшим братом Агамемнона.
Изгнанные Фиестом Менелай и Агамемнон бежали из Микен в Спарту, к Тиндарею, на дочери которого, Елене, женился Менелай, унаследовав престол тестя. У них родилась дочь Гермиона. Во время похищения Елены Менелай посещал Крит.

## Мифы

### Происхождение. Ранние годы
Существует несколько версий о происхождении Менелая. Согласно гомеровскому эпосу он был сыном Атрея, внуком Пелопа, младшим братом Агамемнона и царём Микен. В более поздних источниках матерью Менелая называют Аэропу, дочь критского царя Катрея. После того как отец застал Аэропу «с рабом на ложе» он приказал её утопить, однако при заступничестве Навплия согласился продать в рабство. Впоследствии она стала женой, по одной версии, Атрея, либо, по другой, его сына Плисфена.
Менелай был младшим братом Агамемнона. Также у него была сестра Анаксибия. Согласно поздним версиям, в которых отцом Менелая назван Плисфен, мальчик в детстве остался без отца. Его вместе с братом и сестрой воспитывал дед Атрей. Между Атреем и его братом Фиестом существовала давняя вражда за отцовское наследство и царский трон. Она приобретала самые жестокие формы, включая убийство детей Фиеста, чьё мясо подали отцу на обед. На одном из этапов противостояния Агамемнону с Менелаем удалось взять в плен Фиеста около Дельф, которого юноши привели к Атрею. В ходе последующих событий Атрей был убит, а трон занял Фиест с сыном Эгисфом.
После прихода к власти Фиеста Агамемнон и Менелай были вынуждены бежать из родного города. По одной из версий, описанной у Псевдо-Аполлодора, братьев вынесла их кормилица, что не согласуется с версией о пленении Фиеста сыновьями Атрея. Вначале они попали ко двору царя Сикиона Полифида. Затем их отдали на попечение этолийцу Ойнею. После нескольких лет скитаний царь Спарты Тиндарей, победив Фиеста в войне, вернул Агамемнону и Менелаю отцовский трон.
У Тиндарея была приёмная дочь Елена Прекрасная. Когда пришло время выдавать её замуж, то ко двору Тиндарею приехали десятки царей и знаменитых воинов со всей Эллады. Он оказался перед трудным выбором. Из нескольких десятков знаменитых воинов, царей, сыновей богов спартанский царь мог получить одного друга и несколько десятков рассерженных врагов. Среди множества женихов был и Одиссей. Оценивая свои шансы близкими к нулю, он предложил Тиндарею решить проблему, с условием помощи последнего в его сватовстве к Пенелопе. Спартанский царь с радостью согласился. Тогда Одиссей предложил связать всех потенциальных мужей Елены клятвой. Все кандидаты обязались признать будущего мужа Елены и, что главное, прийти ему на помощь в случае опасности и обиды.
После торжественного обещания то ли Елена сама выбрала Менелая, то ли Тиндарей выбрал его для своей приёмной дочери. У них родились дочь Гермиона и сын Никострат. Существует несколько версий рассказа о детях Менелая. В различных схолиях встречаются имена Эфиолая, Фрония, Моррафия, Плисфена, Мегапента, Ксенодама и Мелиты. Никострата и Мегапента называли детьми Менелая от рабыни, а Ксенодама — сыном от нимфы Кноссии.
Тиндарей уступил зятю царскую власть. Менелай стал правителем Спарты и восточной части Мессении. Брак Менелая с Еленой продлился около 10 лет. На момент бегства Елены их дочери Гермионе было 9 лет.

### Троянская война
Безоблачная жизнь Менелая завершилась похищением Елены троянским царевичем Парисом. По одной из версий именно Менелай привёз Париса в Спарту. В момент похищения Менелай находился на Крите, где участвовал в похоронах своего деда по материнской линии Катрея. Кроме Елены Парис увёз в Трою царские сокровища.
После похищения Елены Менелай обратился к брату Агамемнону, а также к царям и героям, которые поклялись прийти на помощь мужу Елены в случае обиды.
Когда Парис увез Елену, Менелай с Одиссеем отправились в Илион (Трою) и требовали выдачи похищенной жены, но безуспешно.
Вернувшись домой, Менелай с помощью Агамемнона собрал дружественных царей на илионский поход, причём сам выставил 60 кораблей, набрав воинов в Лакедемоне, Амиклах и других городах. Собрав войско, он посадил платан у горы Кафий в Аркадии. Согласно «Илиаде», убил 7 названных по имени троянцев. Всего убил 8 воинов. Убил Евфорба, щит, который он отнял у Евфорба, он позже посвятил в храм Геры около Микен.
Перед Илионом Менелай, располагая помощью Геры и Афины, выказал себя доблестным воином и разумным советником. Когда Парис объявил вызов на единоборство, Менелай с радостью согласился и так ожесточённо бросился на противника, что тот испугался и стал отступать. Гектор устыдил Париса, и единоборство состоялось: Менелай схватил Париса за шлем и повлёк его к ахейским дружинам, но Афродита спасла своего любимца. Победители стали требовать выдачи Елены и увезённых с нею сокровищ, но Пандар, выступивший из рядов троянцев, ранил Менелая и тем самым, устранил возможность перемирия. Позднее Менелай вызван на единоборство с Гектором, но по просьбе друзей оставляет этот опасный план; точно так же Антилох удержал его от состязания с Энеем. Когда Патрокл пал, Менелай был в числе тех, которые защищали тело убитого героя. В погребальных играх, посвящённых памяти Патрокла, победил в метании копья. В играх памяти Ахиллеса победил в гонках колесниц.

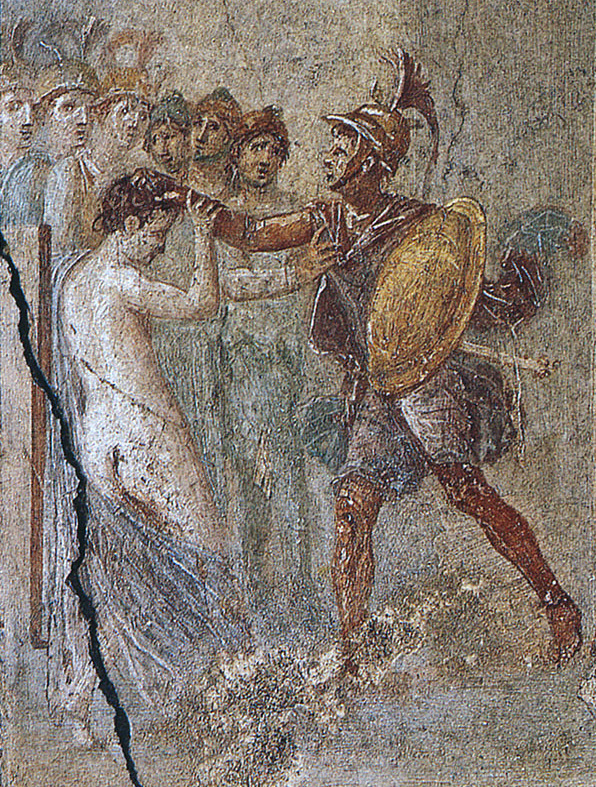
Менелай захватывает Елену в Трое, деталь античной фрески из Помпей

Когда был построен деревянный конь, Менелай вместе с другими был введён в город Трою и был одним из первых, завязавших решительную битву на улицах Трои, приведшую к её падению. Изображён на картине Полигнота в Дельфах среди участников взятия Трои с драконом на щите.

### Возвращение в Грецию
После взятия Трои Афина вызвала ссору между Агамемноном и Менелаем. На обратном пути попал в бурю, причалил к мысу Сунию, затем на Крит, странствовал по Ливии, Финикии, Кипру и только с 5 судами прибыл в Египет. Пространствовав 8 лет по Востоку, он был задержан на некоторое время на острове Фарос и терпел голод, пока, по совету Идофеи, её отец Протей не помог ему отплыть на родину. Рассказы о пребывании Менелая в Ливии связывают с киренской колонизацией. Имя Менелая носила гавань у Арданиды (Киренаика). По другой версии, Менелай в Египте женился на царской дочери, с его слов египтяне записали на стелах историю Троянской войны.
Возвратясь на родину, он жил с Еленой в Лакедемоне, а после смерти был перенесён в Элизиум. Телемах посещает в Спарте Менелая и Елену. Гера сделала его бессмертным, и он прибыл на Елисийские поля с Еленой. Его дом показывали[кто?][кому?] в Спарте. Могилы Менелая и Елены показывали в Ферапне, где было его святилище и происходили в честь его игры. В отношении к Агамемнону он считал себя подчинённым, во всем признавая его верховную власть.
Действующее лицо в трагедиях Софокла «Эант», Еврипида «Ифигения в Авлиде», «Троянки», «Елена», «Орест», «Андромаха», комедии Алексида «Менелай». Среди спартанцев имя Менелай не встречается.

### Исследования
- Грейвс Роберт. Мифы Древней Греции. — М.: Прогресс, 1992. — 624 с. — (Антропология, этнография, мифология, фольклор). — ISBN 5-01-001587-0.
- Ярхо В. Н. Елена // Мифы народов мира / Главн. ред. С. А. Токарев. — М.: Советская энциклопедия, 1980. — С. 356—358.
- Ярхо В. Н. Менелай // Мифы народов мира / Главн. ред. С. А. Токарев. — М.: Советская энциклопедия, 1980. — С. 658—659.
- Stoll H. W. Menelaos // Ausführliches Lexikon der griechischen und römischen Mythologie :  [нем.] / Roscher Wilhelm Heinrich. — Leipzig : Druck und Verlag von B. G. Teubner, 1894—1897. — Bd. II, 2. — Kol. 2776—2791.